# Rif
El Rif (amazic: ⴷ ⵔⵉⴼ, D Rif; àrab: الريف, ar-Rīf) és una regió muntanyenca del nord del Marroc, a la costa del mar Mediterrani, entre les ciutats de Tetuan i Oujda. Era una de les cinc divisions administratives en què es dividia el Protectorat Espanyol al Marroc, amb capital a Villa Sanjurjo.
Es tracta d'una regió tradicionalment aïllada i desfavorida. Els seus habitants són amazics, i l'idioma matern de la major part de la població és el rifeny o tarifit, encara que la major part parla també l'àrab (oficial), el francès i el castellà com a principals llengües estrangeres.

## Descripció

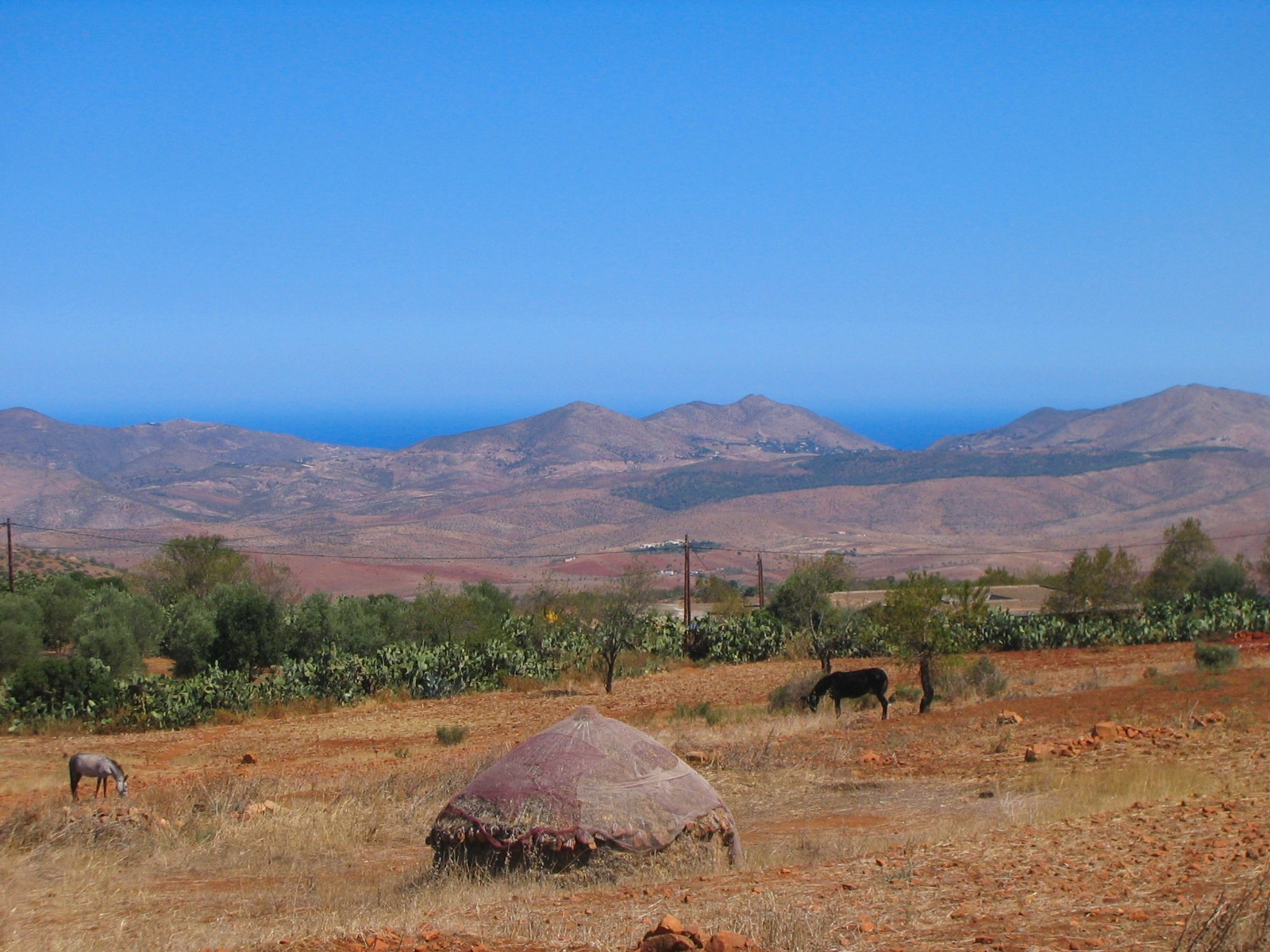
Muntanyes del Rif vora Alhucemas.

Les muntanyes del Rif es mostren imponents a la vora del Mediterrani fins a Tetuan i, en contrast amb els suaus turons i dolços colors dels voltants de Tànger, el paisatge es torna abrupte. Els dos pics més alts són el Jebel Tidirhine (2.456 m) i el Jebel Bouhalla (2.170 m).
A l'est, els cims de calcària es poblen d'arbres i en la secció central del Rif, les alzines donen pas a elevats boscos de cedres i plantacions de quif a Ketama. Aquí hi ha el Tiguidin, una muntanya el cim de la qual sol estar coberta de neu. Després, les muntanyes són més vermelles i el terreny es troba nu i erm als voltants d'Alhucemas. Des d'aquí fins a Oujda (situada al sud d'una fèrtil plana costanera, en la frontera amb Algèria) el terreny està ple de cabals de riu secs, els uad (rambles). Les platges de la costa del Rif, al peu de les muntanyes, són de les millors del Marroc, i constitueixen un atractiu turístic i alguns dels millors restaurants de peix del Marroc es troben en aquesta zona. A les muntanyes del Rif abunda una subespècie pròpia d'abella melífera denominada Apis mellifera major, amb les quals els marroquins practiquen l'apicultura.

## Influència espanyola
El Rif és una zona amb influència espanyola des de fa segles, ja que molts musulmans que van escapar d'Espanya durant el regnat dels Reis Catòlics es van instal·lar aquí i, des del 1912 fins al 1956, van formar part del Protectorat Espanyol al Marroc. Així, es pot observar l'estil andalusí en molts dels seus edificis, el domini generalitzat del castellà o influències gastronòmiques com la truita o la paella. No obstant això, les tribus del Rif no es van sotmetre gaire temps als espanyols. La rebel·lió del Rif, dirigida per Abd el-Krim el 1921, que va provocar a les tropes espanyoles el desastre d'Annual i que va ser aixafada finalment per Espanya amb l'ajut de França (sota el comandament del que després seria president de la república, general Pétain), constitueix el primer antecedent de reivindicacions nacionalistes del Marroc. Va donar lloc a una efímera independència del territori, la República del Rif.
No obstant això, el Rif s'ha vist exclòs de la vida política del Marroc independent, i així, el 1958, s'hi va produir una rebel·lió contra les tropes de l'exèrcit que es va saldar amb unes 8.000 baixes per part dels rifenys.

## Rifenys
Es diu "rifenys" especialment a les tribus del Rif central entorn de Ketama. Els J'bala, tribus de parla àrab més que amazic, vivien en l'extrem occidental del Rif, prop de Tetuan. No obstant això, la denominació de "rifeny" es refereix a qualsevol dels habitants de tota la zona muntanyenca del nord del Marroc. Els europeus, quan visiten el Rif, es veuen sorpresos per l'aspecte físic dels seus habitants, pel fet que una gran proporció d'ells presenten un aspecte nòrdic, amb individus de pell clara, ulls blaus, grisos o verds... i pèl ros o pèl-roig. Aquesta proporció en la presència de característiques nòrdiques en els seus habitants supera fins i tot moltes regions europees, com poden ser Extremadura, País Basc o Sicília.

## Tribus
Tradicionalment, les tribus rifenyes han estat:
- Aith Ouriaghel, vora Ajdir, al voltant d'Oued Ghis (tribu d'Abd el-Krim).
- Gzennaya, vora les fonts de l'Oued Bayu, a l'est del Metalsa.
- Guelaia, a la regió de Melilla:
  - Mazuza
  - Aith Shisher
  - Aith Sidel
  - Aith Bu Ifrur
  - Aith Buyafar
- Kebdana, al voltant de la costa d'Oued Moulouya, vora la frontera amb Algèria.
- Aith Said, oest d'Oued Kert.
- Oulad Stut, originàriament àrab, al sud de Kebdana.
- Aith Bu Yahi, al llarg de l'Oued Moulouya, al sud d'Oulad Stut.
- Metalsa, a l'est de l'Aith Bu Yahi.
- Aith Ulishk, al sud-oest de Temsaman.
- Tafersit, al sud-oest de Temsaman.
- Aith Tuzin, al sud de Temsaman.
- Temsaman, al voltant de la vila d'aquest nom, vora Al Hoceima.
- Aith Amart, al sud d'Aith Ouriaghel.
- Targuist, al sud-est d'Aith Ouriaghel.
- Bokoya, entre Ajdir i Bades.
- Aith Itteft, est de Bades.
- Aith Bu Frah, a l'est d'Aith Itteft.
- Mestassa, a l'est d'Aith Bu Frah.
- Mtiwa, entre Mestassa i Oued Ouringa.

## Quif al Rif
Segons s'avança de Xauen a Ketama per les accidentades altures del Rif, augmenten els boscos de cedre i de roure per l'increment d'humitat i precipitacions associat a l'altura, cosa que converteix aquesta zona en ideal per a altre tipus de cultius diferent dels de les planes costaneres. El cultiu, venda, ús i transport d'haixix, o quif, com anomenen els vilatans la planta (Cannabis sativa), és il·legal al Marroc. No obstant això, es fuma obertament en tot Marroc i les plantacions als camps de cultiu al voltant de Ketama són clarament visibles des de la carretera. L'Alcorà, que clarament prohibeix l'alcohol, és ambigu pel que fa al quif. El vi és tabú perquè embriaga, però el quif no el va prohibir el Profeta precisament perquè no és embriagador, sinó inhibitori.

## Economia
En línia amb els esforços internacionals, el Govern marroquí està eliminant progressivament el cultiu del quif. En realitat, el Govern no presta gaire atenció a la zona i és per això que aquesta indústria ha cobrat una importància econòmica vital. Malgrat les plantacions il·legals de quif, el contraban amb Ceuta i Melilla, la creació d'una nova fàbrica d'acer a Nador i el desenvolupament d'una indústria turística, aquesta zona continua sent pobra.